# Museo Arqueológico de Sandanski
El Museo Arqueológico de Sandanski está situado en la localidad búlgara de Sandanski.
Situado en la calle principal de Sandanski, la calle Makedonia, el museo ocupa un yacimiento romano.
El museo expone una colección de relieves en mármol en los que se representan jinetes tracios, bustos y un sepulcro infantil. La pieza más importante del museo es un suelo proveniente de una villa romana que representa una cruz gamada y otros motivos geométricos. 
En el museo se puede recabar información sobre otros yacimientos romanos de la zona. A la salida se encuentran los restos de una basílica cristiana del siglo IV.

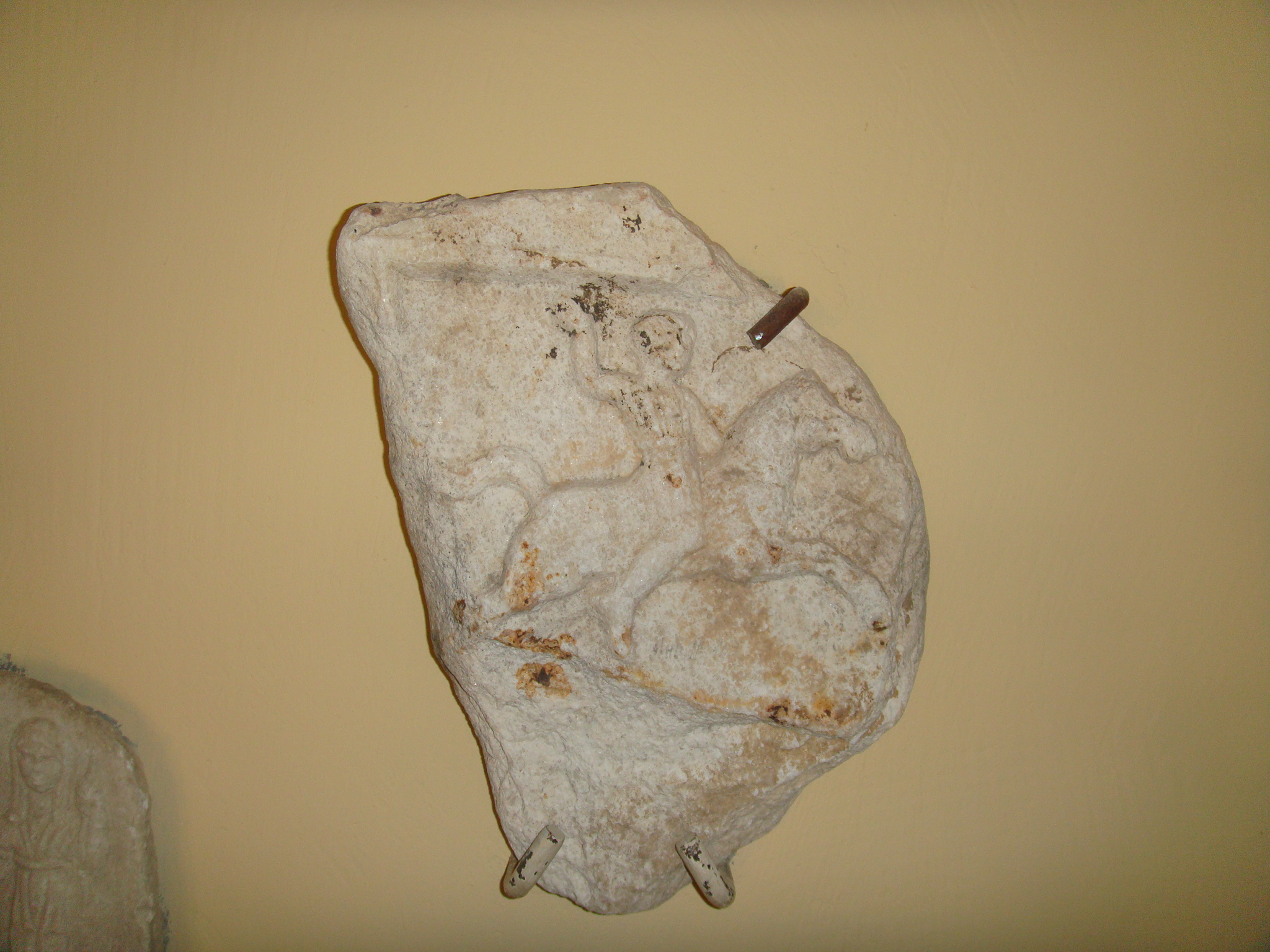
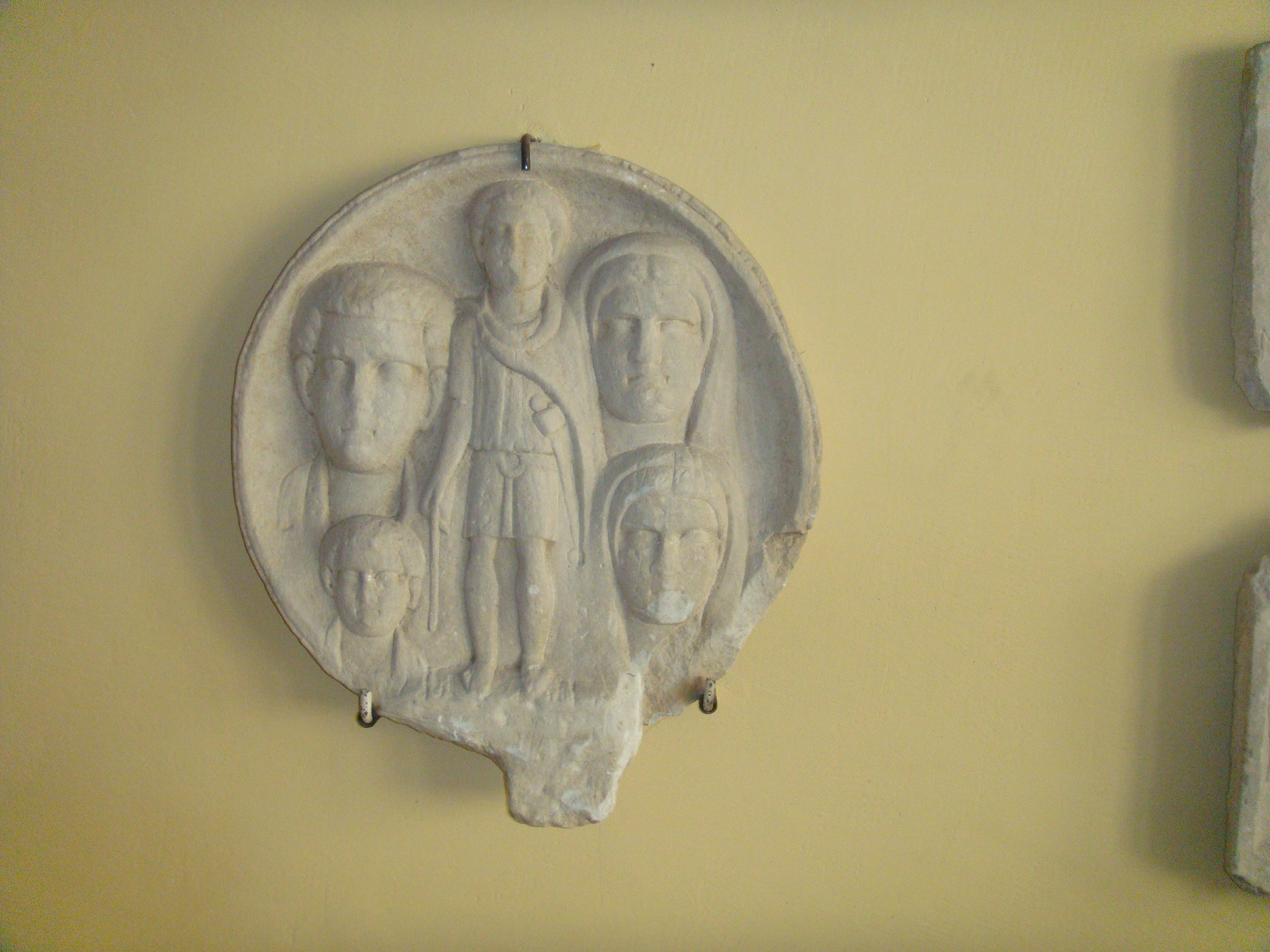
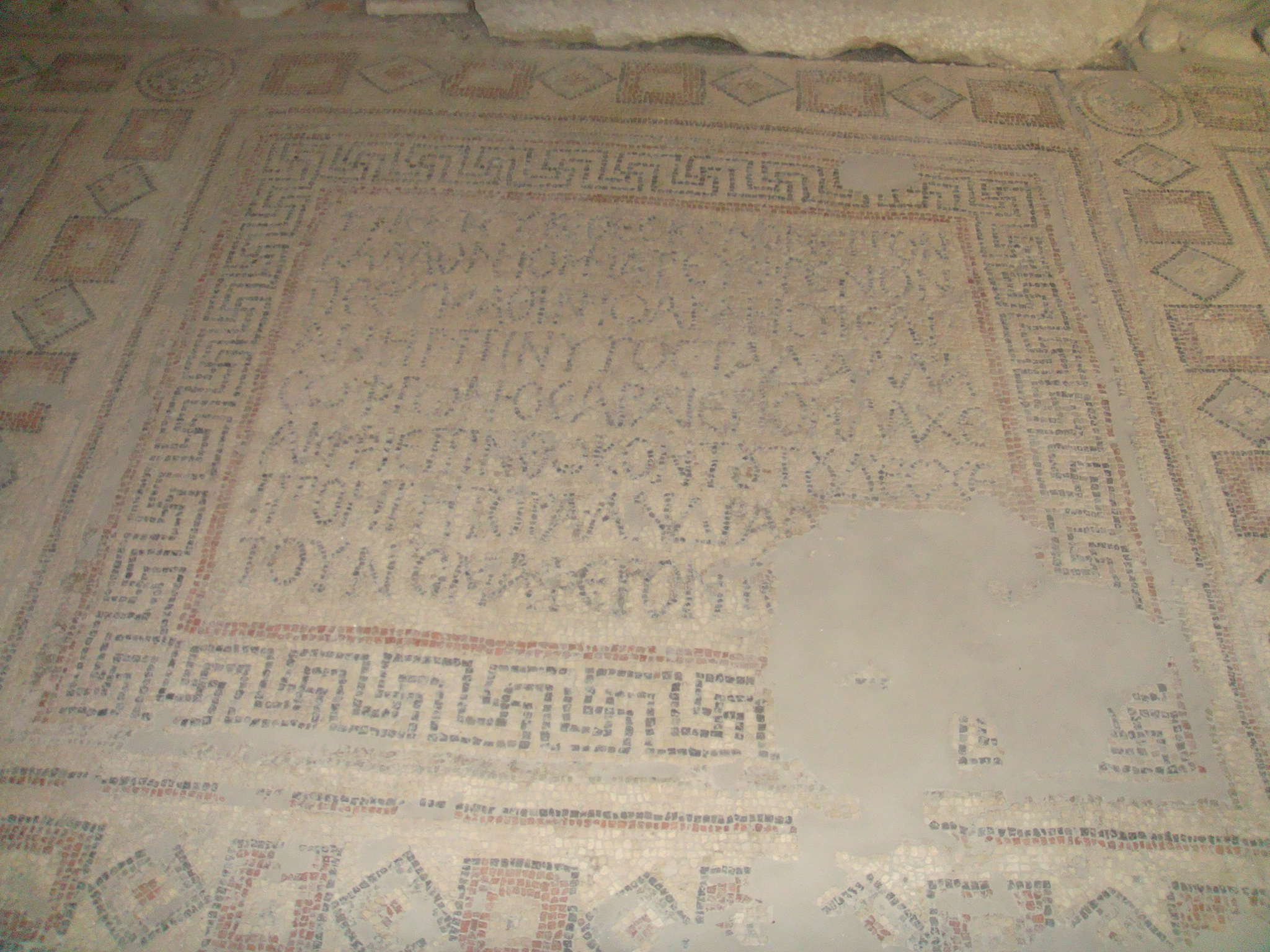
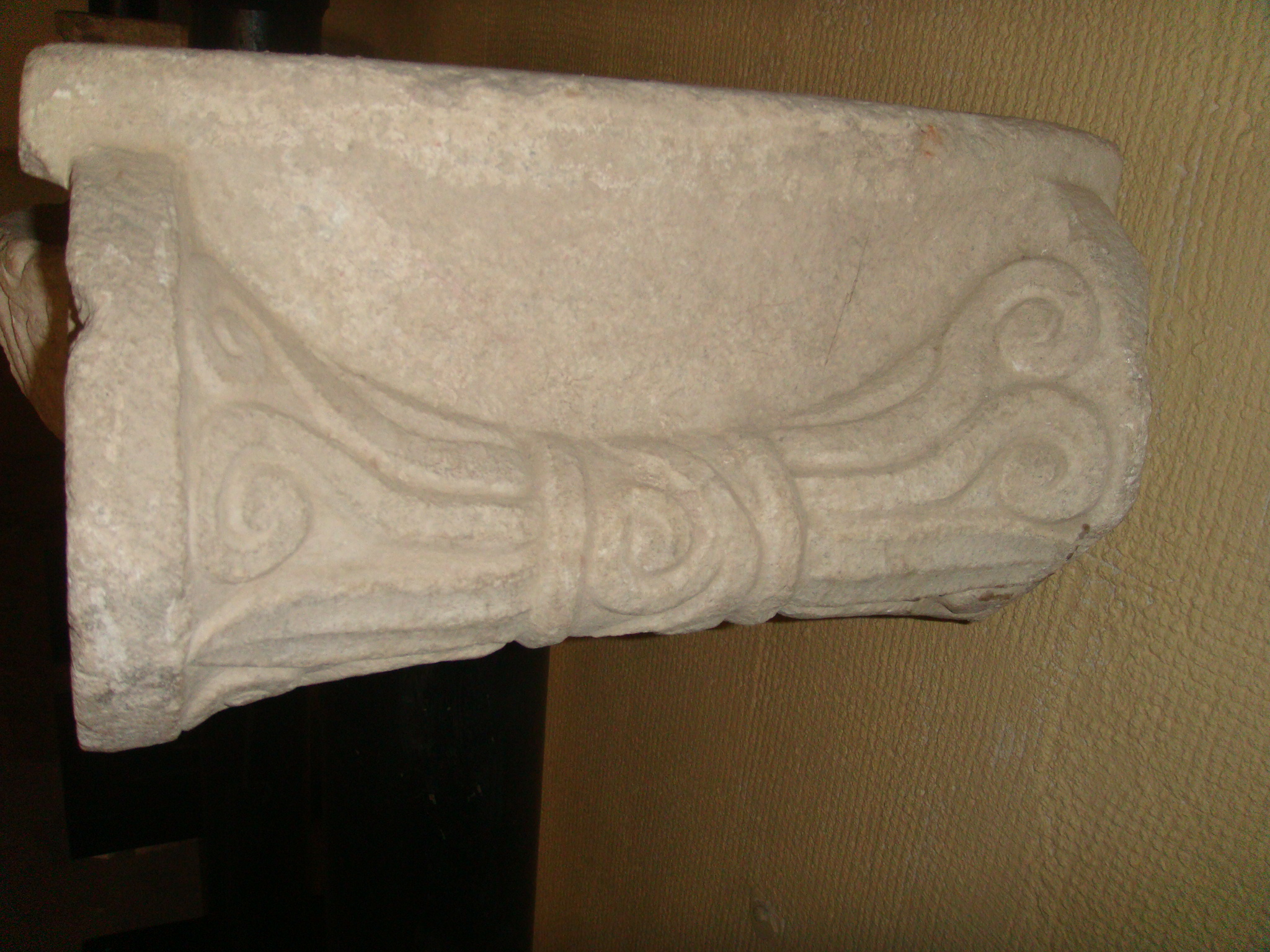
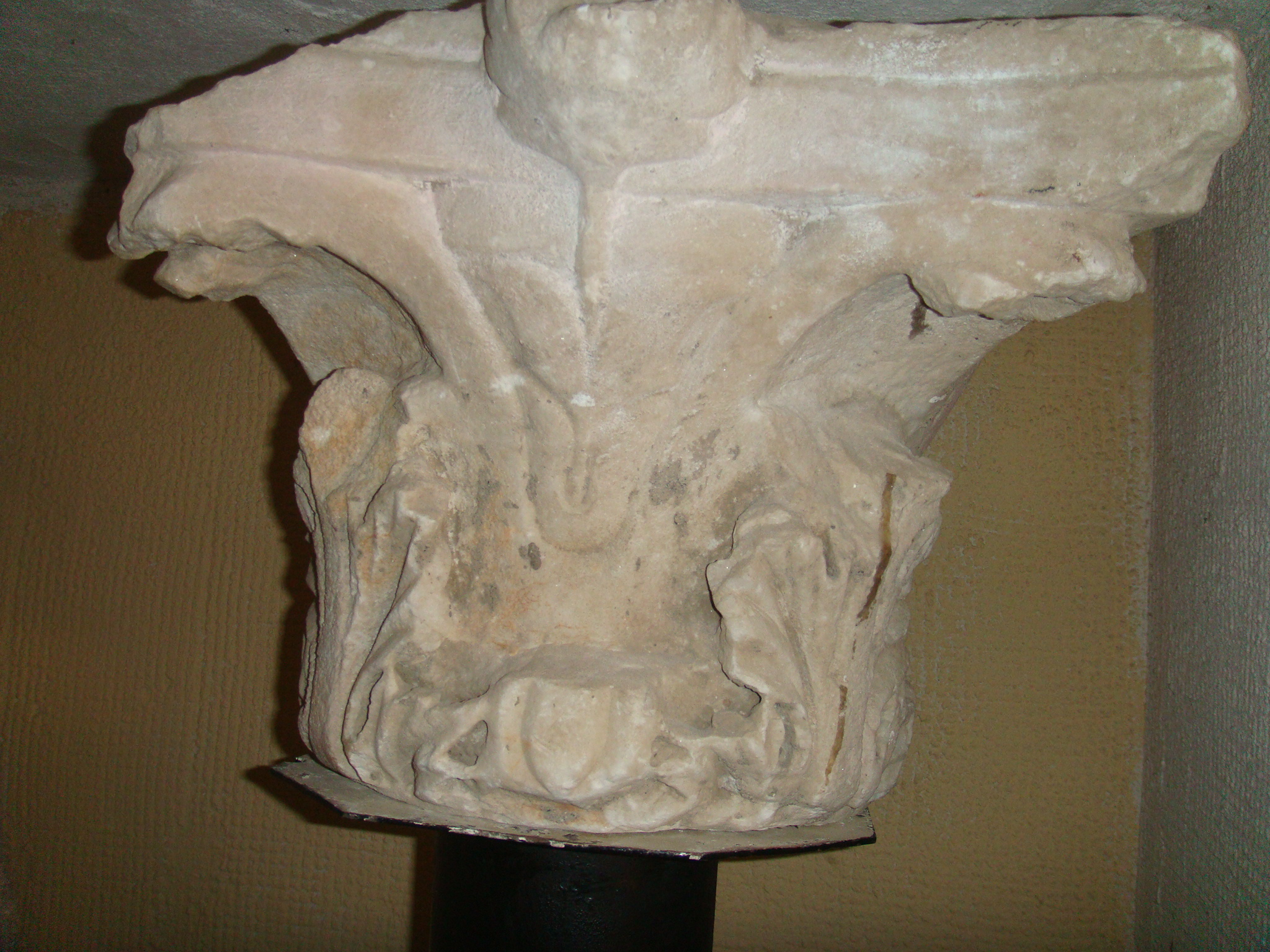
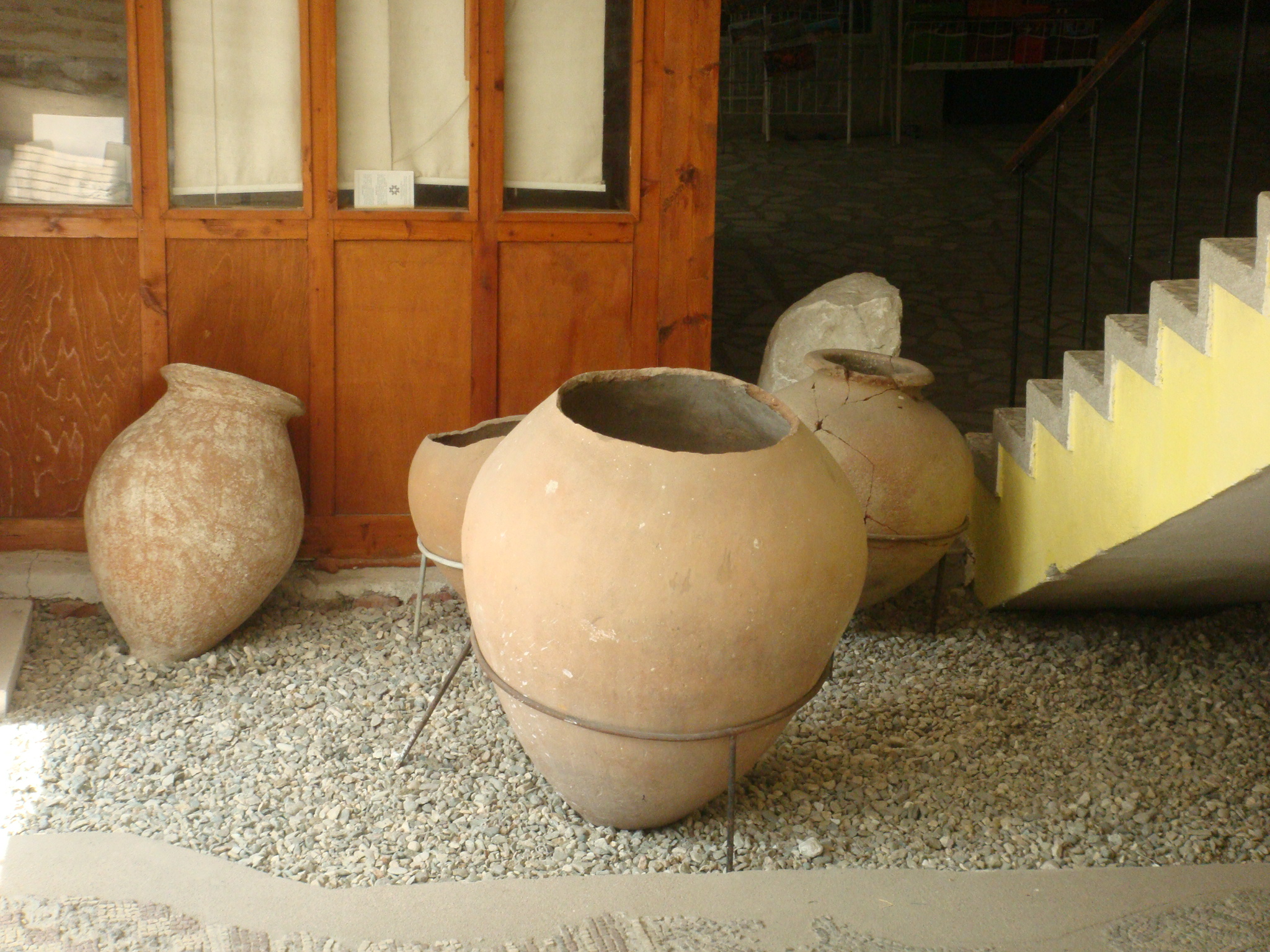

- Datos: Q6033147
- Multimedia: Archeological Museum, Sandanski / Q6033147